# Nantillé
Nantillé est une commune du Sud-Ouest de la France située dans le département de la Charente-Maritime (région Nouvelle-Aquitaine).
Ses habitants sont appelés les Nantillais et les Nantillaises.

## Géographie

### Communes limitrophes
|                               | Asnières-la-Giraud | Sainte-Même  |
| Saint-Hilaire-de-Villefranche | Nantillé           | Authon-Ébéon |
|                               | Écoyeux            | Bercloux     |

### Hydrographie
- Le Dandelot, petit ruisseau prend sa source sur le territoire de la commune et coule vers l'Est.
- Le Loubat, petit ruisseau prend sa source également sur le même territoire et s'en va vers le Nord.

## Urbanisme

### Typologie
Au 1er janvier 2024, Nantillé est catégorisée commune rurale à habitat dispersé, selon la nouvelle grille communale de densité à 7 niveaux définie par l'Insee en 2022.
Elle est située hors unité urbaine. Par ailleurs la commune fait partie de l'aire d'attraction de Saintes, dont elle est une commune de la couronne,. Cette aire, qui regroupe 62 communes, est catégorisée dans les aires de 50 000 à moins de 200 000 habitants,.

### Occupation des sols
L'occupation des sols de la commune, telle qu'elle ressort de la base de données européenne d’occupation biophysique des sols Corine Land Cover (CLC), est marquée par l'importance des territoires agricoles (97,4 % en 2018), en diminution par rapport à 1990 (98,5 %). La répartition détaillée en 2018 est la suivante : 
terres arables (53,3 %), cultures permanentes (19 %), zones agricoles hétérogènes (15,9 %), prairies (9,3 %), forêts (1,5 %), zones urbanisées (1,1 %). L'évolution de l’occupation des sols de la commune et de ses infrastructures peut être observée sur les différentes représentations cartographiques du territoire : la carte de Cassini (XVIIIe siècle), la carte d'état-major (1820-1866) et les cartes ou photos aériennes de l'IGN pour la période actuelle (1950 à aujourd'hui).

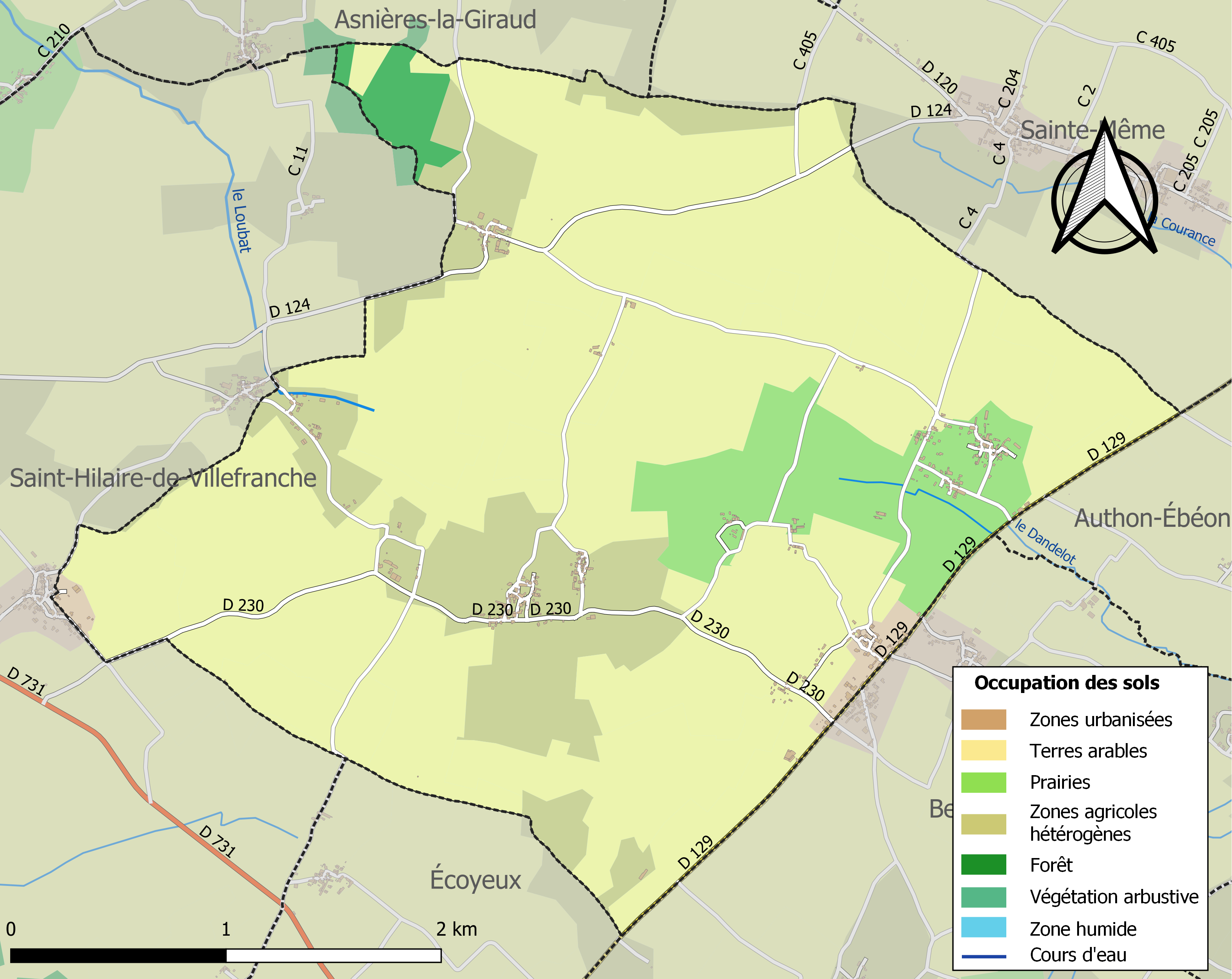
Carte des infrastructures et de l'occupation des sols de la commune en 2018 (CLC).

### Risques majeurs
Le territoire de la commune de Nantillé est vulnérable à différents aléas naturels : météorologiques (tempête, orage, neige, grand froid, canicule ou sécheresse), inondations, mouvements de terrains et séisme (sismicité modérée). Il est également exposé à un risque technologique,  le transport de matières dangereuses. Un site publié par le BRGM permet d'évaluer simplement et rapidement les risques d'un bien localisé soit par son adresse soit par le numéro de sa parcelle.

#### Risques naturels
Certaines parties du territoire communal sont susceptibles d’être affectées par le risque d’inondation par débordement de cours d'eau. La commune a été reconnue en état de catastrophe naturelle au titre des dommages causés par les inondations et coulées de boue survenues en 1982, 1999 et 2010,.

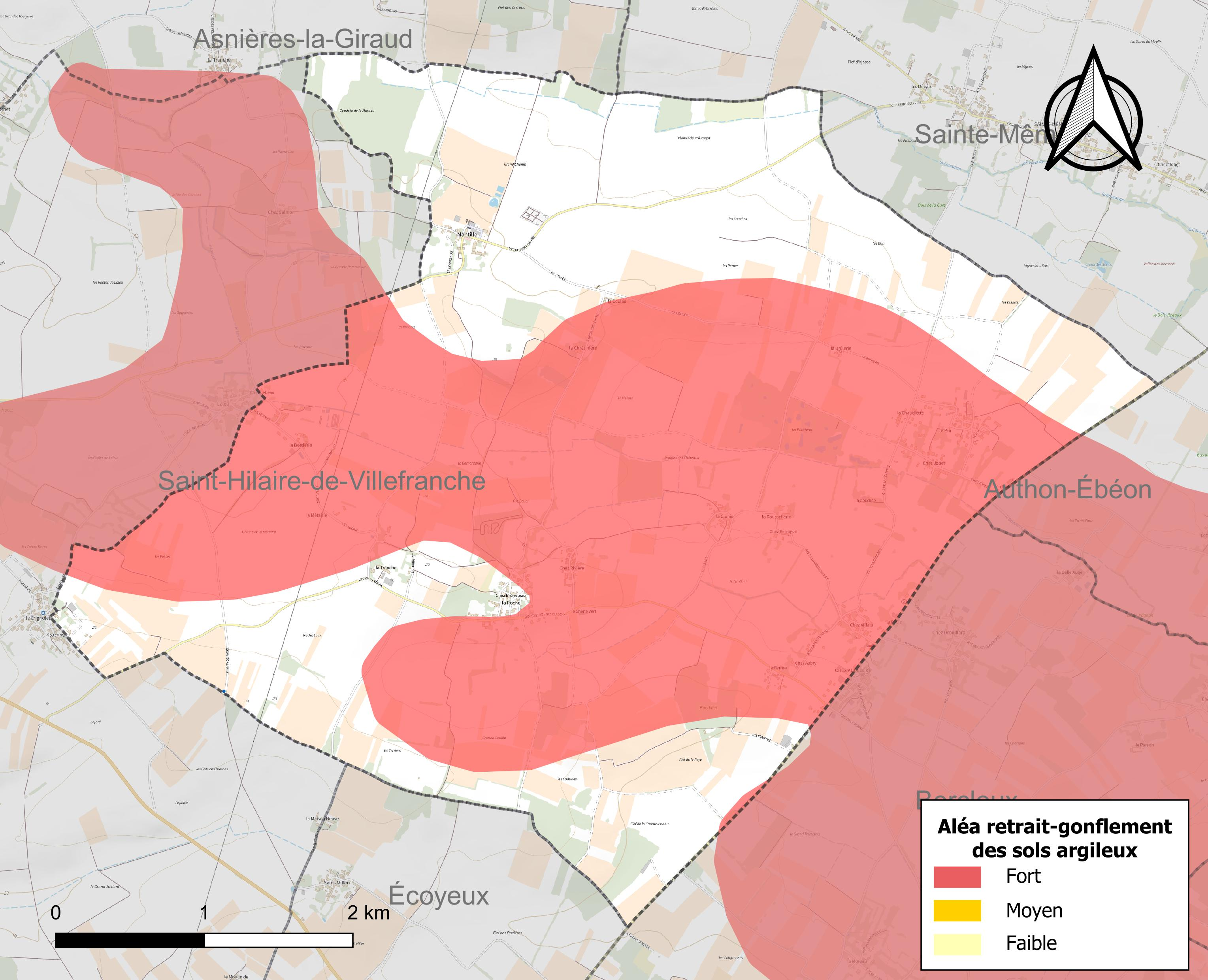
Carte des zones d'aléa retrait-gonflement des sols argileux de Nantillé.

Les mouvements de terrains susceptibles de se produire sur la commune sont des tassements différentiels.
Le retrait-gonflement des sols argileux est susceptible d'engendrer des dommages importants aux bâtiments en cas d’alternance de périodes de sécheresse et de pluie. 56,6 % de la superficie communale est en aléa moyen ou fort (54,2 % au niveau départemental et 48,5 % au niveau national). Sur les 193 bâtiments dénombrés sur la commune en 2019,  155 sont en aléa moyen ou fort, soit 80 %, à comparer aux 57 % au niveau départemental et 54 % au niveau national. Une cartographie de l'exposition du territoire national au retrait gonflement des sols argileux est disponible sur le site du BRGM,.
Par ailleurs, afin de mieux appréhender le risque d’affaissement de terrain, l'inventaire national des cavités souterraines permet de localiser celles situées sur la commune.
Concernant les mouvements de terrains, la commune a été reconnue en état de catastrophe naturelle au titre des dommages causés par la sécheresse en 2003 et 2005 et par des mouvements de terrain en 1999 et 2010.

#### Risques technologiques
Le risque de transport de matières dangereuses sur la commune est lié à sa traversée par une ou des infrastructures routières ou ferroviaires importantes ou la présence d'une canalisation de transport d'hydrocarbures. Un accident se produisant sur de telles infrastructures est susceptible d’avoir des effets graves sur les biens, les personnes ou l'environnement, selon la nature du matériau transporté. Des dispositions d’urbanisme peuvent être préconisées en conséquence.

## Toponymie
De l'anthroponyme gallo-romain Nantilius, auquel a été apposé le suffixe -acum.

## Administration

### Liste des maires
| Période                                  | Période  | Identité         | Étiquette | Qualité                              |
| ---------------------------------------- | -------- | ---------------- | --------- | ------------------------------------ |
| 2001                                     | 2014     | Raymond Merlet   |           |                                      |
| 2014                                     | 2020     | Jacques Bizot    |           | Retraité                             |
| 2020                                     | En cours | Frédéric Micheau |           | Agriculteur sur moyenne exploitation |
| Les données manquantes sont à compléter. |          |                  |           |                                      |

## Démographie

### Évolution démographique
L'évolution du nombre d'habitants est connue à travers les recensements de la population effectués dans la commune depuis 1793. Pour les communes de moins de 10 000 habitants, une enquête de recensement portant sur toute la population est réalisée tous les cinq ans, les populations de référence des années intermédiaires étant quant à elles estimées par interpolation ou extrapolation. Pour la commune, le premier recensement exhaustif entrant dans le cadre du nouveau dispositif a été réalisé en 2008.

En 2022, la commune comptait 326 habitants, en stagnation par rapport à 2016 (Charente-Maritime : +4,04 %, France hors Mayotte : +2,11 %).
| 1793 | 1800 | 1806 | 1821 | 1831 | 1836 | 1841 | 1846 | 1851 |
| ---- | ---- | ---- | ---- | ---- | ---- | ---- | ---- | ---- |
| 475  | 431  | 432  | 475  | 546  | 601  | 625  | 581  | 579  |

| 1856 | 1861 | 1866 | 1872 | 1876 | 1881 | 1886 | 1891 | 1896 |
| ---- | ---- | ---- | ---- | ---- | ---- | ---- | ---- | ---- |
| 580  | 612  | 619  | 628  | 570  | 535  | 490  | 515  | 517  |

| 1901 | 1906 | 1911 | 1921 | 1926 | 1931 | 1936 | 1946 | 1954 |
| ---- | ---- | ---- | ---- | ---- | ---- | ---- | ---- | ---- |
| 538  | 492  | 470  | 385  | 405  | 371  | 350  | 312  | 338  |

| 1962 | 1968 | 1975 | 1982 | 1990 | 1999 | 2006 | 2008 | 2013 |
| ---- | ---- | ---- | ---- | ---- | ---- | ---- | ---- | ---- |
| 308  | 270  | 244  | 261  | 259  | 278  | 317  | 329  | 324  |

| 2018 | 2022 | - | - | - | - | - | - | - |
| ---- | ---- | - | - | - | - | - | - | - |
| 326  | 326  | - | - | - | - | - | - | - |

## Lieux et monuments
- église St Hilaire de Nantillé

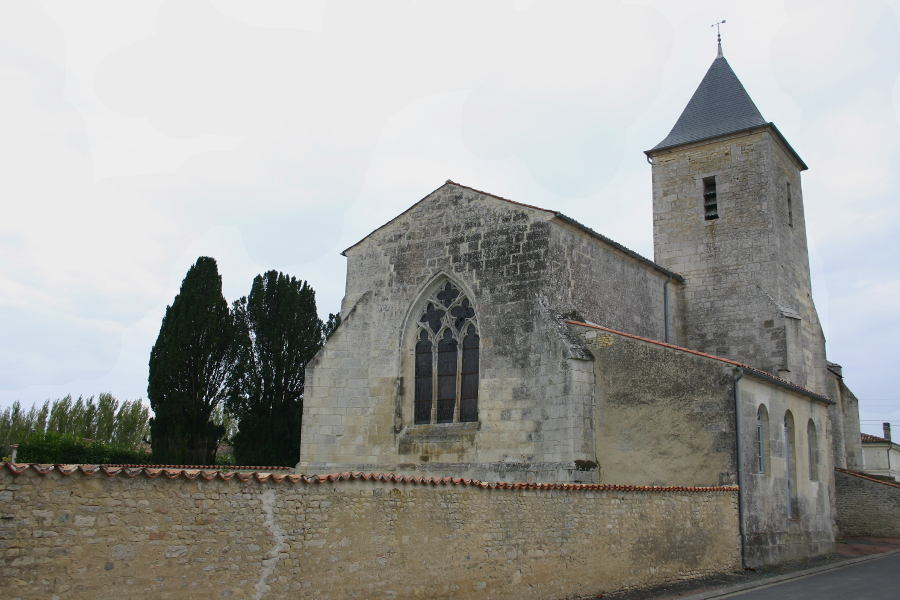
Église St Hilaire de Nantillé, pignon Sud.
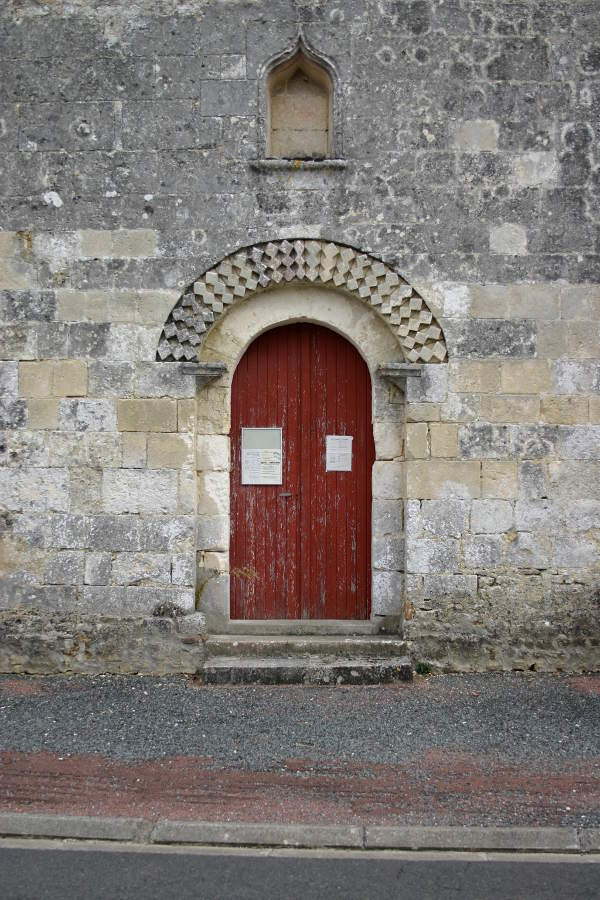
Entrée de l'église,
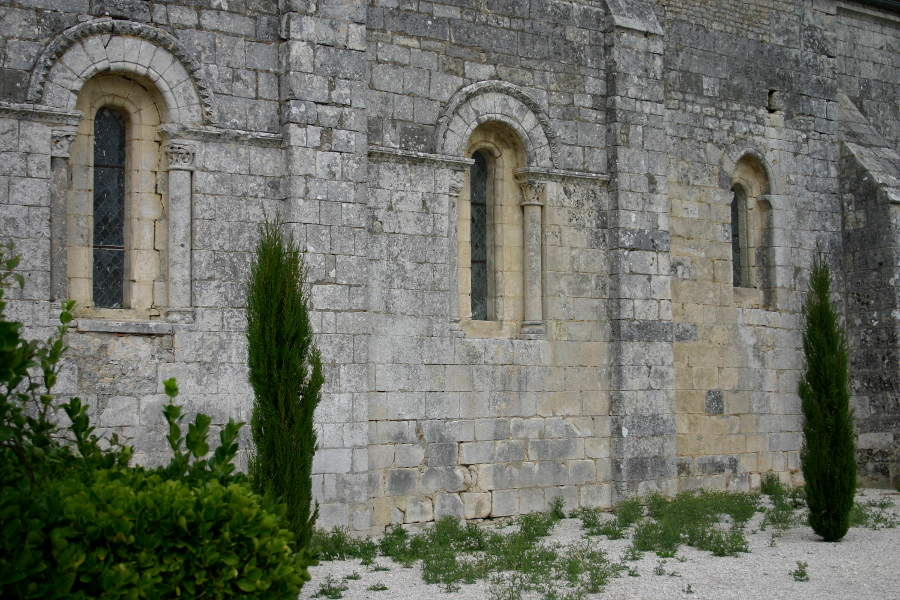
Mur de l'église, façade Ouest.

- Jardin de Gabriel, œuvre d'art brut constituée d'un ensemble de statues réalisées entre 1969 et 1989 par Gabriel Albert dans le jardin de sa maison située lieu-dit Chez-Audebert

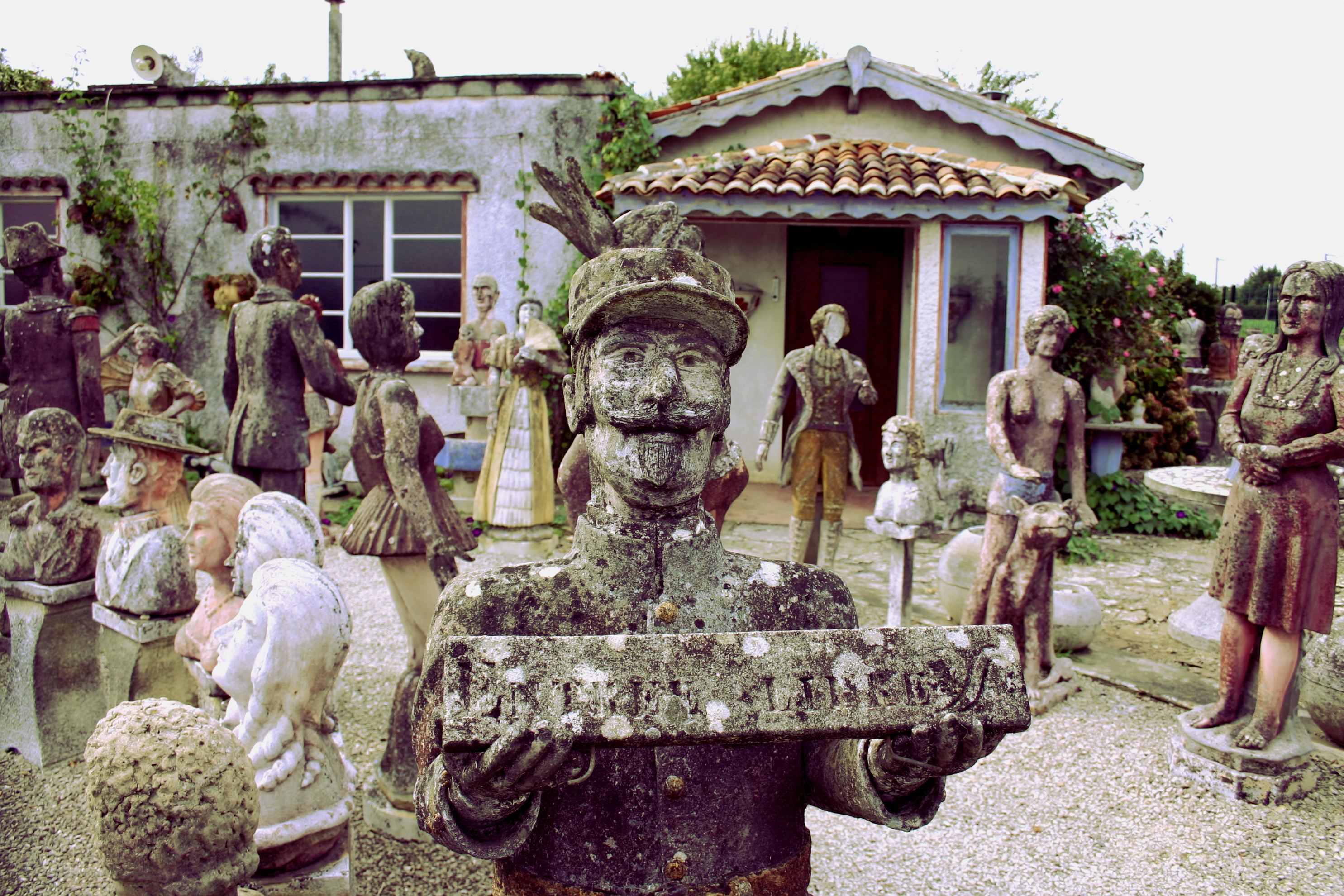
Devant la maison
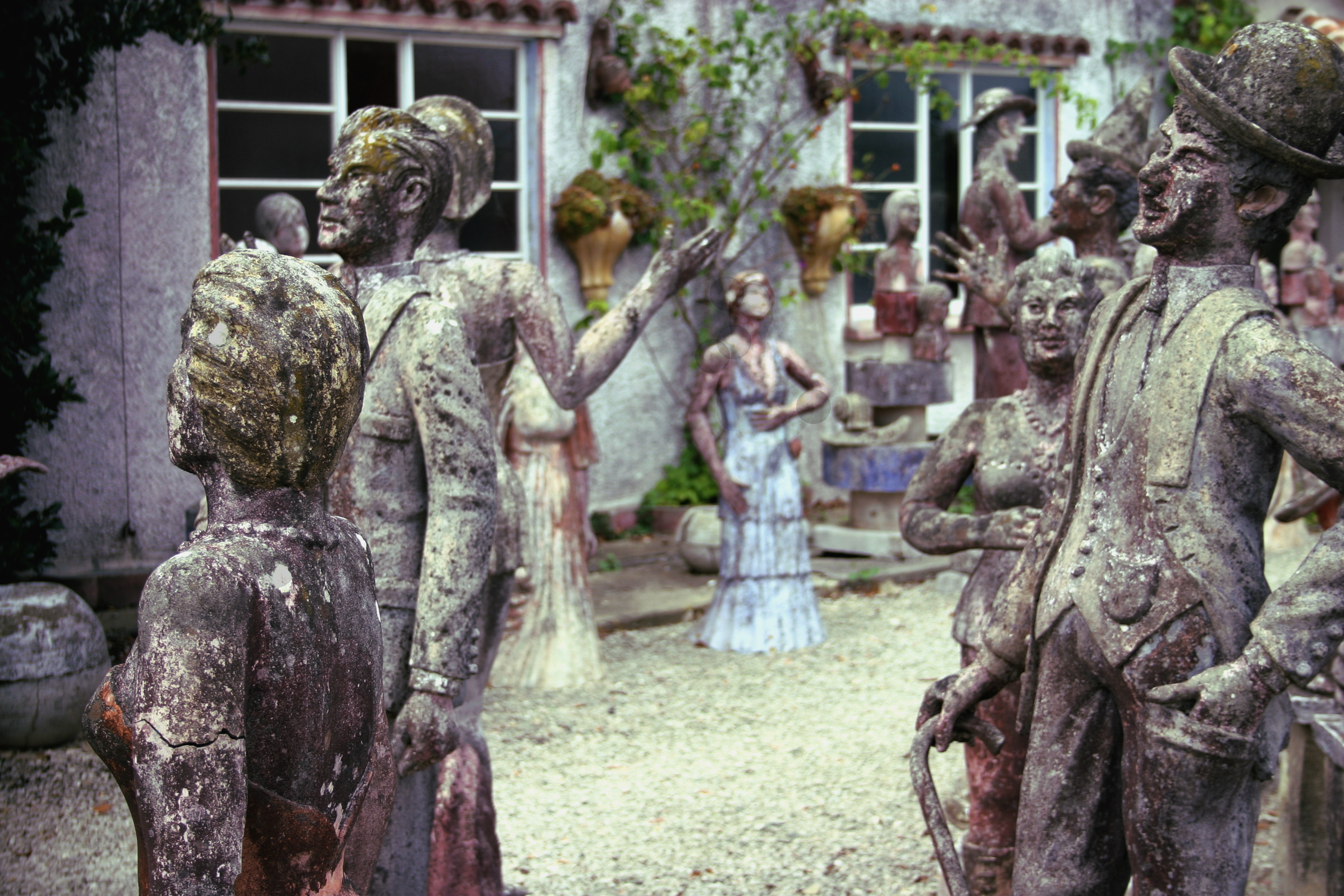
Groupe de statues
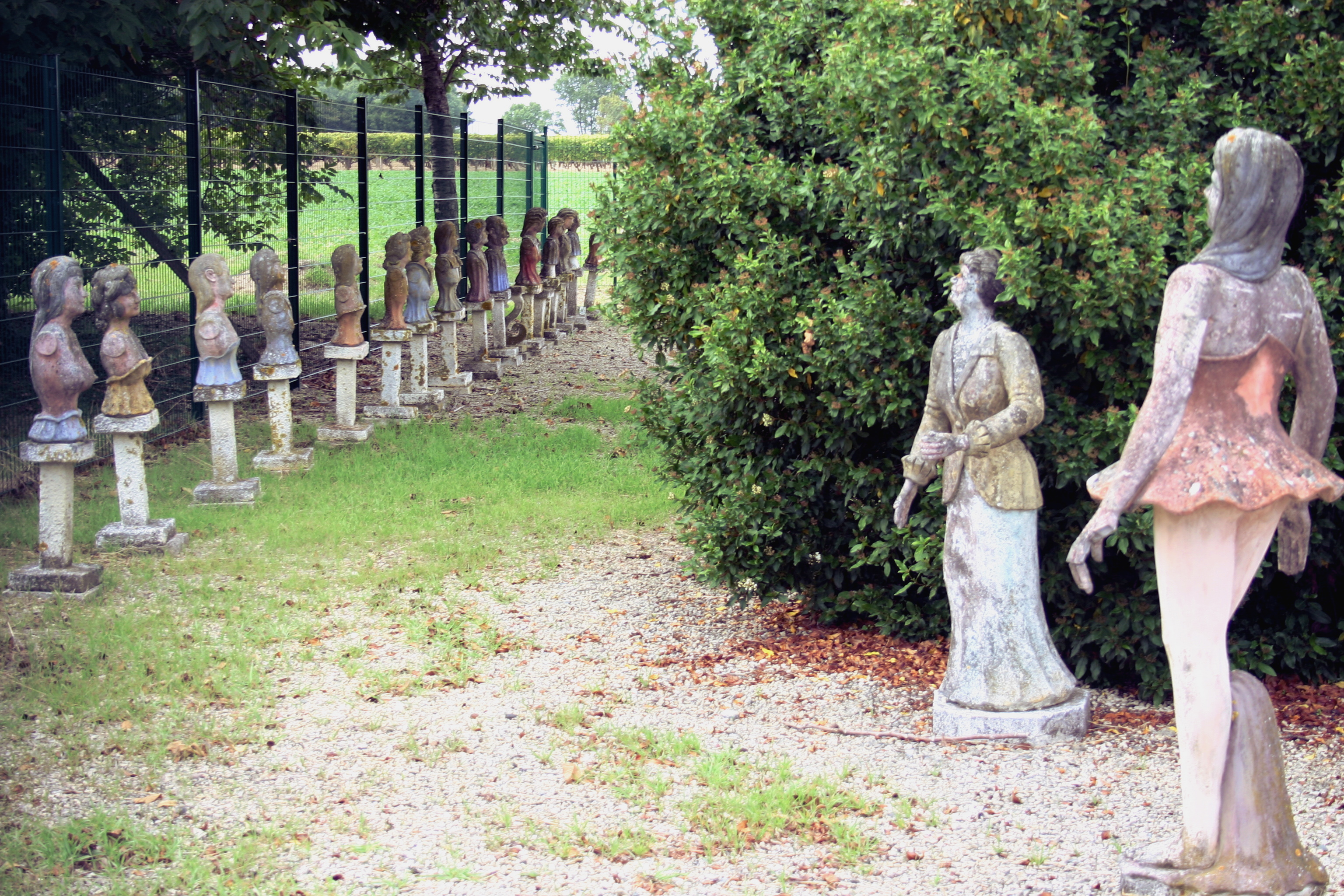
Une aile du jardin

## Personnalités liées à la commune
- Gabriel Albert et son Jardin de Gabriel :  pendant 20 ans, il créa des personnages et bustes qu'il exposa dans son jardin, devenu un musée naïf, qui se visite.